# Venti regole per scrivere romanzi polizieschi
(dall'introduzione all'articolo di S. S. Van Dine pubblicato nel 1928 su The American Magazine)
Venti regole per scrivere romanzi polizieschi (originale in inglese Twenty Rules for Writing Detective Stories)  è il titolo di un articolo dello scrittore e specialista del genere S. S. Van Dine.
Nel 1928, sul numero di settembre di The American Magazine lo scrittore, che « [...] da un paio d'anni, stazionava permanentemente nelle liste dei best seller con due romanzi gialli di straordinario successo di pubblico e di critica», pubblicava un articolo intitolato Venti regole per chi scrive romanzi polizieschi intendendo così fissare una specie di griglia comportamentale per tutti coloro che intendevano divenire validi autori di romanzi gialli.
L'articolo venne poi ripubblicato a New York nel 1948 e tradotto nel 1976 in Italia da Thomas Narcejac.
Giuseppe Petronio nel suo saggio Il punto su: Il romanzo poliziesco sostiene che anche nel romanzo poliziesco « [...] come in ogni altro gioco, è necessario stabilire certe convenzioni, che funzioneranno da regole... Le convenzioni esistono, giustamente, per introdurre nel gioco la soluzione dell'enigma, che lo rende appassionante».
Oltre a Van Dine, molti altri autori si sono occupati di convenzioni; tra i più significativi, si ricordano lo scrittore Ronald Knox con il suo decalogo e Raymond Chandler.

## Le venti regole
1. Il lettore deve avere le stesse possibilità del detective di risolvere il mistero. Tutti gli indizi e le tracce debbono essere chiaramente elencati e descritti.
2. Non devono essere esercitati sul lettore altri sotterfugi e inganni oltre quelli che legittimamente il criminale mette in opera contro lo stesso investigatore.
3. Non ci dev'essere una storia d'amore troppo interessante. Lo scopo è di condurre un criminale davanti alla Giustizia, non due innamorati all'altare.
4. Né l'investigatore né alcun altro dei poliziotti ufficiali deve mai risultare colpevole. Questo non è un buon gioco: è come offrire a qualcuno un soldone lucido per un marengo; è una falsa testimonianza.
5. Il colpevole dev'essere scoperto attraverso logiche deduzioni: non per caso, o coincidenza, o non motivata confessione. Risolvere un problema criminale a codesto modo è come spedire determinatamente il lettore sopra una falsa traccia per dirgli poi che tenevate nascosto voi in una manica l'oggetto delle ricerche. Un autore che si comporti così è un semplice burlone di cattivo gusto.
6. In un romanzo poliziesco ci dev'essere un detective, e un detective non è tale se non indaga e deduce. Il suo compito è quello di riunire gli indizi che possono condurre alla cattura di chi è colpevole del misfatto commesso nel capitolo I. Se il detective non raggiunge il suo scopo attraverso un simile lavoro non ha risolto veramente il problema, come non lo ha risolto lo scolaro che va a copiare nel testo di matematica il risultato finale del problema.
7. Ci dev'essere almeno un morto in un romanzo poliziesco e più il morto è morto, meglio è. Nessun delitto minore dell'assassinio è sufficiente. Trecento pagine sono troppe per una colpa minore. Il dispendio di energie del lettore dev'essere remunerato!
8. Il problema del delitto deve essere risolto con metodi strettamente naturalistici. Apprendere la verità per mezzo di scritture medianiche, sedute spiritiche, la lettura del pensiero, suggestione e magie, è assolutamente proibito. Un lettore può gareggiare con un detective che ricorre a metodi razionali: se deve competere anche con il mondo degli spiriti e con la metafisica, è battuto ab initio.
9. Ci deve essere nel romanzo un detective, un solo "deduttore", un solo deus ex machina. Mettere in scena tre, quattro, o addirittura una banda di segugi per risolvere il problema significa non soltanto disperdere l'interesse, spezzare il filo della logica, ma anche attribuirsi un antipatico vantaggio sul lettore. Se c'è più di un detective, il lettore non sa più con chi sta gareggiando: sarebbe come farlo partecipare da solo a una corsa contro una staffetta.
10. Il colpevole deve essere una persona che ha avuto una parte più o meno importante nella storia, una persona cioè, che sia divenuta familiare al lettore, e lo abbia interessato.
11. I servitori non devono essere, in genere, scelti come colpevoli: si prestano a soluzioni troppo facili. Il colpevole deve essere decisamente una persona di fiducia, uno di cui non si dovrebbe mai sospettare.
12. Nel romanzo deve esserci un solo colpevole, al di là del numero degli assassinii. Ovviamente che il colpevole può essersi servito di complici, ma la colpa e l'indignazione del lettore devono ricadere su un solo cattivo.
13. Società segrete, associazioni a delinquere et similia non trovano posto in un vero romanzo poliziesco. Un delitto interessante è irrimediabilmente sciupato da una colpa collegiale. Certo anche al colpevole deve essere concessa una "chance": ma accordargli addirittura una società segreta è troppo. Nessun delinquente di classe accetterebbe.
14. I metodi del delinquente e i sistemi di indagine devono essere razionali e scientifici. Vanno cioè senz'altro escluse la pseudo-scienza e le astuzie puramente fantastiche, alla maniera di Jules Verne. Quando un autore ricorre a simili metodi può considerarsi evaso, dai limiti del romanzo poliziesco, negli incontrollati domini del romanzo d'avventura.
15. La soluzione del problema deve essere sempre evidente, ammesso che vi sia un lettore sufficientemente astuto per vederla subito. Se il lettore, dopo aver raggiunto il capitolo finale e la spiegazione, ripercorre il libro a ritroso, deve constatare che in un certo senso la soluzione stava davanti ai suoi occhi fin dall'inizio, che tutti gli indizi designavano il colpevole e che, se fosse stato acuto come il detective, avrebbe potuto risolvere il mistero da sé, senza leggere il libro sino alla fine. Il che – inutile dirlo – capita spesso al lettore ricco d'istruzione.
16. Un romanzo poliziesco non deve contenere descrizioni troppo diffuse, pezzi di bravura letteraria, analisi psicologiche troppo insistenti, presentazioni di "atmosfera": tutte cose che non hanno vitale importanza in un romanzo di indagine poliziesca. Esse rallentano l'azione, distraggono dallo scopo principale che è: porre un problema, analizzarlo, condurlo a una conclusione positiva. Si capisce che ci deve essere quel tanto di descrizione e di studio di carattere che è necessario per dare verosimiglianza alla narrazione.
17. Un delinquente di professione non deve mai essere preso come colpevole in un romanzo poliziesco. I delitti dei banditi riguardano la polizia, non gli scrittori e i brillanti investigatori dilettanti. Un delitto veramente affascinante non può essere commesso che da un personaggio molto pio, o da una zitellona nota per le sue opere di beneficenza.
18. Il delitto, in un romanzo poliziesco, non deve mai essere avvenuto per accidente: né deve scoprirsi che si tratta di suicidio. Terminare una odissea di indagini con una soluzione così irrisoria significa truffare bellamente il fiducioso e gentile lettore.
19. I delitti nei romanzi polizieschi devono essere provocati da motivi puramente personali. Congiure internazionali ecc. appartengono a un altro genere narrativo. Una storia poliziesca deve riflettere le esperienze quotidiane del lettore, costituisce una valvola di sicurezza delle sue stesse emozioni.
20. Ed ecco infine, per concludere degnamente questo "credo", una serie di espedienti che nessuno scrittore poliziesco che si rispetti vorrà più impiegare; perché già troppo usati e ormai familiari ad ogni amatore di libri polizieschi. Valersene ancora è come confessare inettitudine e mancanza di originalità:
  - scoprire il colpevole grazie al confronto di un mozzicone di sigaretta lasciata sul luogo del delitto con le sigarette fumate da uno dei sospettati;
  - il trucco della seduta spiritica contraffatta che atterrisca il colpevole e lo induca a tradirsi;
  - impronte digitali falsificate;
  - alibi creato grazie a un fantoccio;
  - cane che non abbaia e quindi rivela il fatto che il colpevole è uno della famiglia;
  - il colpevole è un gemello, oppure un parente sosia di una persona sospetta, ma innocente;
  - siringhe ipodermiche e bevande soporifere;
  - delitto commesso in una stanza chiusa, dopo che la polizia vi ha già fatto il suo ingresso;
  - associazioni di parole che rivelano la colpa;
  - alfabeti convenzionali che il detective decifra.[7]

### Le 10 regole del Giallo di Raymond Chandler
Raymond Chandler inventò il detective privato per eccellenza, Philip Marlowe, tra i più famosi, fedeli e longevi caratteri della letteratura. Egli ha creato un genere nel noir che è stato seguito dal cinema e dalla televisione, oltre che aver dato supporto a generazioni di scrittori e sceneggiatori di teatro.
Le dieci regole di seguito citate si riducono all'essenziale, non corrispondono al filo logico delle peripezie di Propp, ma supportano la scrittura dal punto di vista del genere, sempre in una logica di una lettura che serva da allenamento per cogliere nel testo correttamente la superficie degli indizi:
1. Devono essere credibili sia l'incipit che l'exit: sia la situazione iniziale che l’epilogo non devono disorientare.
2. Devono essere rappresentati con chiarezza gli espedienti tecnici dei metodi di indagine per ricostruire l'assassinio.
3. I personaggi dovranno essere realistici, così che ambientazione e atmosfera risulteranno coerenti e accettabili. La storia deve parlare di persone come nel mondo reale, seppure è possibile recuperare qualche elemento di finzione.
4. Ci deve essere un approccio culturale, insomma della “sostanza” al di là del mero intrigo. Ad esempio l'indagine stessa deve essere un'avventura che meriti di essere letta anche a prescindere dall’elemento “giallo”.
5. La storia deve essere abbastanza semplice ed essenziale da poter essere raccontata facilmente.
6. Deve saper confondere e far esercitare il dubbio anche in un lettore ragionevolmente intelligente.
7. La soluzione deve sembrare inevitabile una volta rivelata anche se profondamente deludente o triste.
8. Non bisogna provare a fare tutto in una volta sola. Se la storia si muove in un'atmosfera equilibrata e piuttosto fredda, non può trasformarsi anche in un'avventura violenta o in una storia d'amore passionale.
9. Il criminale deve essere punito in un modo o nell’altro, possibilmente riparando il malefatto… se il detective fallisce, o mente per raggiungere il risultato, non è una buona storia.
10. La storia deve essere sempre onesta nei confronti del lettore, specialmente se ha faticato a seguirla interamente.